# Portage (Indiana)
Pour les articles homonymes, voir Portage.
La ville de Portage (en anglais [ˈpɔːrtɪdʒ]) est située dans le comté de Porter, dans l’État de l’Indiana, aux États-Unis. Sa population s’élevait à 36 828 habitants lors du recensement de 2010, estimée à 36 672 habitants en 2017.

## Source
- (en) Cet article est partiellement ou en totalité issu de l’article de Wikipédia en anglais intitulé « Portage, Indiana » (voir la liste des auteurs).